# Икебана
Сама реч икебана може се превести као цветни аранжман али и као живи цвет. Права икебана увелико се разликује од обичног аранжмана. Основна је разлика између аранжмана и икебане у духовној позадини из које произлази слагање цвећа и која аранжману даје прави израз. Религијски циљ икебане је нека врста пута према сазнању. Будистички свештеници аранжирали су цвеће приликом службе код олтара. Одатле су се развили различити стилови икебане. Буда учи да је човек у својој бити истоветан са свиме у природи и да се та божанска истина открива само путем сазнања. Тај пут сазнања назива се „кадо“ што значи пут истине. Кад Јапанац посматра цвет он у њему види природу, снагу земље и благослов сунца. Осећај хармоније у свему живом је смисао икебане. Током времена икебана је изгубила много од религијског значења а посебно се значење придаје проучавању природе. Икебана се заснива на љубави према линији, која је типично обележје јапанске уметности.

## Историјски развој икебане
До 6. века у Јапану је владао шинтоизам, природна религија чији је симбол био обликован у славолук. Године 525, из кине преко кореје у Јапан продире будизам, међутим ни он није истиснуо шинтоизам. У будистичким храмовима налазе се велике и сталне цветна жртве („куге“) које су уређене у троструком низу. Број три, троугао, увек се налази у срцу икебане. Монах Сенко Икенобо принео је у храму Рокакудо, у Кјотоу, богу заштитника принцу Схотокуа цветну жртву посебног облика. Он је цвеће сложио на посебан начин од којег је накрају настао најстарији облик икебане назван испрва „татебана“ а касније „рика“ (усправно цвеће). Реч је о строго усправним гранама које се уздижу изнад великих бронзаних ваза. Уједињује се осам грана око једне главне гране, која високо штрчи у средини и представља небо „схин“. Рика је у основи троугласта а показује чудо природе. Ти аранжмани потичу од замисли да цвеће треба аранжирати тако да предочава „Схумисен“ свету планину свих следбеника будизма. У рики се борово дрво висине 1,5 до 2 m. увек смешта у средиште вазе. Дрво представља лепоту јапанских предела. Осим бора за аранжмане рике најважнији су кедар, чемпрес и бамбусова трска. Сенко Икенобо је подучавао и друге монахе свом начину слагања цвећа, па и данас постоји школа икебане која се зове „Икенобо икебана“. Рика се данас сматра класичним обликом уметности. У 12. веку на религијски живот у Јапану утиче зен, из којег се развила будистичка секта зен (школа медитације) која је смисао човека тражила у апсолутној хармонији с основом света, уз потпуно одрицање од сопственог ја. Тада настаје нови облик икебане назван „шеика“. Ти су аранжмани мањи и једноставнији а према одређеним правилима слажу се само три одређене гране. Стваралачке принципе „Сеико“ предочава по једна грана: прва је небо, друга земља а између њих се налази она трећа грана која је симбол човека. Прва књига о икебани је настала у другој половини 15. века. У 16. веку је икебана постала део чајног обреда званог „садо“ или „чаноју“, мајстори у припремању чаја нису примили икебану без промена и дали су слободнији израз својим композиција биља. У 17. веку настаје нови стил икебане, који се зове „нагеире“ или „хеико“ што значи убачено цвеће. Слаже се слободно и у високе вазе. Нагеире придаје посебно значење натурализму или могућности да аранжер направи композицију која наговештава природан раст цвећа. Паралелно са тим стилом уведена су и три правила:
- Стабљика стоји одвојено како би дошао до изражаја њен природни раст
- Стабљике и гране могу да се укрштају ако су природно велике
- Нагеира придаје велико значење не само деловима него целини аранжмана, а да би се побољшао утисак добро направљене целине могу се одрезати неки листови, гране чак и цветови. Основна замисао увек је наглашена. Нагеире је једноставан и природан начин аранжирања којем је сврха наћи и изразити природну лепоту било чиме што је при руци. У 18. веку се мајстори икебане селе из Осаке и Кјота у Токио и тиме се икебана са запада помера у правцу истока. У 19. веку настаје „морибана“ (нагомилано цвеће). Аранжмани се слажу у плитким посудама, а тако да прате природан облик раста називају се и цветни грмови. Користи се обиље лишћа и цвећа. Први пут је плитке посуде употребио Ушин Охара и он се сматра једним од оснивача овога стила. Други пропагатор овога стила је био Чока Адачи. Морибана опонаша природу, тежећи томе да у минијатурном облику прикаже неки део природе или врт. Морибана је стил који допушта да до изражаја дође индивидуалност биљке и уметника, само се увек мора пазити да буду јасни односи између три главне гране. Поред основног облика морибане постоје изврнути, коси и висећи облик. Прва главна грана вири из посуде напоље. Линија аранжмана не сме да буде крута него мора падати у благом луку. Другу главну грану треба да се доста скрати и да се постави са стране испред „схин“ гране. Трећа је главна грана постављена највише, кратко је резана и налази се изнад тачке учвршћења и треба да делује доминантно. Облици морибане могу се мењати на разне начине јер нема правила која прописују колико делова треба искористити при слагању. Морибана се ради у плитким посудама са водом и цвеће се слаже уз помоћ „кензана“ – јежа који се донедавно производио само у Јапану и састоји се од металног подножја кружног или правоугаоног облика са металним трњем- ексерчићима и неки јапански производи су и посребрени. У времену између светских ратова се икебана шири и у Америку и Европу. У тридесетим годинама се јављају многи стилови од којих су били најпознатији „бунка- бана“, „мори- бана“ и „џију- бана“. Присталице нових тенденција од којих је био највише активан Софу Тешигавара нису поштовали конвенције и правила из прошлости и ослободили су икебану од неких преживљених форми прошлости.

Године 1930. изашао је „Манифест нове икебане“ који су потписали сви припадници водећих школа икебане у Јапану; Бунто Нагајама (чкола Мишо), Сенкеи Кувабара (школа Сенкеи), Софу Тешигавара (школа Согеку) и други у којем се поред осталог проглашава;
- одрицање од заблуда из прошлости у икебани,
- одстрањивање чврсте форме икебане,
- одстрањивање морализма,
- обарање норми које су ограничили икебану на употребу традиционалних биљних материјала уз употребу традиционалних ваза,
- неизбежност спајања икебане и савременог доба.

Данас ова уметност постаје јако обљубљена и нараста, продире у излоге робних кућа, на железничке станице е и на позорнице балета.

## Композиција икебане
Композиција икебане је линеарна и састоји се од најнеобичнијих грана. Ниједан се аранжман икебане не може прихватити ако на неки начин не наговештава и годишње доба и непрестани раст биљака које се користе у ту сврху. 
- Користи се следећи материјал:
- За прошлост: расцветани цвет, плодови и суво лишће
- За садашњост: полурасцветани цвет или већ обликовани листови
- За будућност: пупољци, који наговештавају живот.

Израђују се разне врсте аранжмана зависно од годишњег доба и прилика. Пролећни аранжмани су пуни раздраганих линија, љетни су богати и раширених грана, а за јесен су проређени и раштркани док су за зиму одређени снени и помало сетни аранжмани. Јапанци највише воле цвеће које у време аранжирања расте у башти, шуми или пољу. Омиљени су затворени пупољци. 

## Основни принципи слагања икебане
Уметност слагања икебане темељи се на својим правилима с обзиром на линију, ритам и боју као средстава за дочаравање биљног раста. Наглашени су принципи аранжирања 3 главне линије а то су 
- небо,
- земља и
- човек.

То је основа икебане. Најзначајнија линија је стабљика која симболизује небо. Та стабљика је централна линија целог аранжмана. Дужина небеске гране мора да износи један и по до два пречника посуде (морибана), плус једна висина посуде, односно једна и по до две висине посуде (нагеира). Човекова грана дуга је три четвртине небеске гране, док трећа главна грана, грана земље износи половину небеске гране. За слагање и постављање грана постоје различита решења. У школама икебане (којих у Јапану има много) уче се тзв. основне форме. Прво се учврсти прва главна грана „схин“. Грана мора тежити према горе, лагано повијена улево. Друга главна грана мора подржавати прву, долази на леву страну аранжмана и то 40° до 45° нагнуте према напред. Трећа грана мора да успостави равнотежу и због тога се поставља надесно отприлике 70° до 75°. Замислимо ли тачке између грана оне ће стварати разнострани троугао. Све гране морају бити добро учвршћене у држач како би изгледало да све стабљике расту из истог места. Пре аранжирања испитује се облик и величина посуде у којој ће се аранжирати јер о њеној величини зависи дужина грана. Већина грана или цветова имају сувишне делове које треба одсећи. Да би цвеће остало дуже свеже Јапанци користе методу „мизурики“ или коси рез. На тај се начин избегава улазак ваздуха у стабљику па стабљика боље упија воду.

## Стилови икебане
Јапанско аранжирање цвећа стилом икебана је грађено на принципу тродимензионалности и алегоријско означавање ових размера је небо, човек и земља.

### Стил морибана
је стил у кога спадају све врсте аранжирања цвећа у плитке посуде. Овакви аранжмани се могу свугде употребити и код изучавања се увек почиње са овим стилом јер је за почетнике овај стил најлакши. После постављања три главне линије икебане додаје се осало цвеће које се назива „џуши“. Код овога стила се употребљава кензан тако да изгледа да све цвеће расте из једнога места. Позната школа која се прославила стилом морибана је Охара у Токију.

### Стил нагеире
је други најпознатији стил икебане и у слободном преводу то је слободно полагање цвећа у вазу. Од морибане се разликује у томе да се ту употребљавају високе вазе. Ту се постављање цвеће врши помоћу припремљених грана у виду рашљи. Према овом стилу се цвеће распоређује на што природнији начин у вазе. Исто као и у стилу морибана постоји различити прилаз у одређивању висинских подела од стране појединих школа. Разликује се усправни и коси стил. Најпознатија школа која је гајила овај стил је Икенобо.

### Стил шока
који се у већини школа назива и сеика и после стила рика је најтрадиционалнији стил који се у Јапану до данас употребљава. Ствараоцем овога стила је школа Икенобо која важи уједно и за најстарију школу икебане која постоји и данас и учи све стилове икебане. За овај стил се употребљавају високе специјалне вазе са уским грлом али и плитке вазе. Гранчице које се употребљавају могу да имају и лишће или ситно цвеће. Овај стил се може користити и за европске ентеријере али захтева искуство и смисао за целину линија.

### Стил хеика
је стил који је заједно настао са стилом нагеире и аранжира се у високе вазе. Висине и поделе у стилу хеика је одређено у зависности од висине вазе у које се аранжира цвеће и заједничко је за све варијанте овога стила. Разликује се каскадни стил, висински стил и противлежећи стил.

### Стил рика
је традиционални стил икебане који је прошао многим променама и стално је још у употреби као класични стил у икебани. Употребљавају се високе вазе са уским грлима од керамике или метала и увек су теже да се добије на стабилности. Да би се учврстили аранжмани употребљавају се снопови борових иглица или иверије од дрваца које је повезано танком жицом и у ове снопиће се стављају биљке које су одрезане у зашиљене облике. Пропагатори овог стила су још увек многе школе у Јапану као и најстарија школа у Кјоту и Токију.

### Остали стилови
Икебана се неаранжира само у постављеним вазама већ и у посудама које су окачене и оваква се икебана назива „какебана“ и спада у остале стилове икебане. У ове се сврхе користе и посуде од бамбуса. Посебним стилом икебане је и „моримоно“ у којем се поред цвећа употребљава и воће и поврће. Код овога стила који није везан правилима треба ускладити боје и са посудом у коју се мориномо аранжира. Почетком 20. века у развоју икебане настао је цео ред различитих стилова који су допринели у савременом схватању ентеријера и схватању архитектуре у јапанској уметности и настаје стил џијука – слободни стил икебане као и зенеика – авангардни стил икебане а данашнја модерна икебана је прилагођена друштвеним развојима и створила је стилове који су у складу са новим добом и њихови називи су у складу са називима појединих њихових твораца или добијају имена по школама икебане у којима се развијају и врло су многобројни.

## Икебана у животу савременог Јапанци
Икебана је саставни део духовног живота Јапанаца. Та се уметност слагања цвећа учи у школи. Приликом испита увек је у центру пажње духовни однос према икебани а затим основна правила и вештине. У типични јапанским просторијама за дневни боравак постоји „токономо“ ниша у коју се често постављају велики аранжмани. Ако тога нема на посебне полице постављају се мањи коси или висећи аранжмани. Просторије за дневни боравак намештене су на западњачки начин и украшавају се икебанама. Након Другог светског рата развија се слободни стил. Он повезује натуралистички и апстрактни стил. За аранжмане тих двају стилова користи се биљни материјал поштујући његову љепоту и бит квалитета сваког материјала. Слободни стил пружа неограничене могућности. При изради аранжмана не поштују се правила слагања. Таква дела постављају се у великим пределима попут банака, хотела итд. Модерни уметници мисле да су потребни нови неконвенционални облици изражавања којима се могу изразити мисли и осећања човека модерног доба те нови погледи и начин живота. Икебана је у Јапану призната уметност и развија се паралелно са осталим гранама стваралачке уметности.

### Организације
- Ikebana International
- Ikebana International Switzerland
- Vancouver Ikebana Association
- Ikebana Hyderabad
- New Delhi Ikebana International
- Ikebana in Morro Bay, California
- Ikebana of Richmond - Richmond, Virginia

### Школе
- kadouenshu
- Ikenobo
- Sogetsu
- Ohara
- Sangetsu
- Gangetsusuiryu
- Nihon Koryu
- Koryu Shoto-kai
- Ryusei Ha
- Saga Goryu
- Senkei
- Shofu
- Misho
- Kozan
- Wafu
- Ohara School of ikebana Hyderabad Chapter
- Ohara Chapter Belgium